# Pyrodictiaceae
A Pyrodictiaceae egy Archaea család a Desulfurococcales rendben. Az archeák – ősbaktériumok – egysejtű, sejtmag nélküli prokarióta szervezetek. Lemez alakúak, és anaerobak. A család tagjait megkülönbözteti a másik családtól (Desulfurococcaceae) a Desulfurococcales rendben hogy optimális növekedési hőmérsékletük 100 °C felett van, mint hogy 100 °C alatt lenne.

## Törzsfejlődés
A jelenleg elfogadott rendszertan a List of Prokaryotic names with Standing in Nomenclature (LPSN) listán és az Biotechnológiai Információk Nemzeti Központja (NCBI) adatbázisán
alapul, a leszármazási fát a The All-Species Living Tree Project 16S rRNA-alapú LTP release 106-e alapján állították össze.
|  | G. indica ♠ Kashefki et al. 2006 (típusfaj) |
|  |                                             |
|  | G. pacifica ♠ Kashefki et al. 2006          |
|  |                                             |

|  | P. abyssi Pley and Stetter 1991            |
|  |                                            |
|  | P. brockii Stetter et al. 1984             |
|  |                                            |
|  | P. occultum Stetter et al. 1984 (típusfaj) |
|  |                                            |

|  | G. indica ♠ Kashefki et al. 2006 (típusfaj) |
|  |                                             |
|  | G. pacifica ♠ Kashefki et al. 2006          |
|  |                                             |

|  | P. abyssi Pley and Stetter 1991            |
|  |                                            |
|  | P. brockii Stetter et al. 1984             |
|  |                                            |
|  | P. occultum Stetter et al. 1984 (típusfaj) |
|  |                                            |

Jegyzetek:

♠ A törzs megtalálható az National Center for Biotechnology Information (NCBI) listáján, de hiányzik a List of Prokaryotic names with Standing in Nomenclature (LPSN) listájáról.

## Fordítás
- Ez a szócikk részben vagy egészben  a   Pyrodictiaceae című angol Wikipédia-szócikk fordításán alapul.  Az eredeti cikk szerkesztőit annak laptörténete sorolja fel. Ez a jelzés csupán a megfogalmazás eredetét és a szerzői jogokat jelzi, nem szolgál a cikkben szereplő információk forrásmegjelöléseként.